# Scandalous John
Pour plus de détails, voir Fiche technique et Distribution.
Scandalous John est un film américain de Robert Butler sorti en 1971 tiré d'un roman de Richard Gardner.

## Synopsis
John McCanless est un ancien bandit armé devenu le vieux propriétaire d'un ranch décrépi. Un projet de barrage risque d'inonder sa propriété et John n'a aucune intention de vendre son terrain. Il est déterminé à se battre même contre le barrage si nécessaire.

## Fiche technique
- Titre : Scandalous John
- Réalisation : Robert Butler assisté de Ted Schilz et Robert Webb (seconde équipe)
- Scénario : Bill Walsh, Don DaGradi  d'après une histoire de Richard Gardner
- Photographie : Frank Phillips
- Montage : Cotton Warburton
- Direction artistique : Robert Clatworthy, John B. Mansbridge
- Décors : Frank R. McKelvy, Emile Kuri
- Maquillage : Robert J. Schiffer
- Coiffure : Vivienne Walker
- Costume : Chuck Keehne, Emily Sundby
- Musique : Rod McKuen
  - Orchestration : Arthur Greenslade
  - Montage : Evelyn Kennedy
- Effets spéciaux : Robert A. Mattey
- Effets visuels : Alan Maley (artiste mat)
- Technicien du son : Robert O. Cook (supervision), Dean Thomas (mixeur)
- Consultant vocal : Natividad Vacío
- Producteur : Bill Walsh, Tom Leetch (associé), Paul Cameron (directeur de production)
- Société de production : Walt Disney Productions
- Société de distribution : Buena Vista Distribution Company
- Pays d'origine : États-Unis
- Format : Couleurs - 1,75:1 - Mono - 35 mm
- Durée : 113 minutes
- Date de sortie : 22 juin 1971

Sauf mention contraire, les informations proviennent des sources suivantes : Leonard Maltin, Mark Arnold, IMDb

## Distribution
- Brian Keith : John McCanless
- Alfonso Arau : Paco
- Michele Carey : Amanda McCanless
- Rick Lenz (en) : Jimmy Whittaker
- Harry Morgan : Sheriff Pippin
- Simon Oakland : Barton Whittaker
- Bill Williams : Sheriff Hart
- Christopher Dark : Card Dealer
- Fran Ryan : Farm Woman
- Bruce Glover : Sludge
- Richard Hale : Old Indian
- James Lydon : Grotch
- John Ritter : Wendell
- Iris Adrian : Mavis
- Larry D. Mann : Bartender
- Jack Raine : Switchman
- Booth Colman : Governor Murray
- Edward Faulkner : Hillary
- Bill Zuckert : Abernathy
- John Zaremba : Wales
- Robert Padilla : Paco's Cousin
- Alex Tinne : Clerk
- Ben Baker : Dr. Kropak
- Paul Koslo : Pipes
- William O'Connell : Men's Store Clerk
- Sam Edwards : Bald Head
- Lenore Stevens : Girl
- José Nieto : Mariachi Band
- Margarito Mendoza : Mariachi Band
- Joseph Gutierrez : Mariachi Band
- Freddie Hernandez : Mariachi Band

Source : Leonard Maltin, Dave Smith, Mark Arnold et IMDb

## Chansons du film
- Pastures Green
- Iris and Fido
- Desert Lullaby
- Train to Quivara
- Touch and Go
- Scandalous John Suite
- Warbag
- McCanless Country
- Paco the Brave
- Amanda
- Mariposas D'Amora
- The Tribes
- Conquistador
- Quivira
- The City of Gold
- Paco the Great Engineer

Source : Mark Arnold

## Sorties cinéma
Sauf mention contraire, les informations suivantes sont issues de l'Internet Movie Database.
- États-Unis : 22 juin 1971
- Suède : 14 février 1972

## Origine et production
Scandalous John était une grosse production du studio tournée en Panavision et basée sur l'histoire de Don Quichotte de Miguel de Cervantes. Il reprend l'adaptation de ce classique par Richard Gardner. Rod Mckuen a composé la musique d'ambiance et interprète la chanson du thème principal Pastures Green qui évoque l'amour du héros pour les grands espaces.
Le film a été tourné en extérieur à Alamogordo, au White Sands National Monument, près de Las Cruces au Nouveau-Mexique, dans la ville d'Old Tucson en Arizona et le long d'une voie ferrée de 10 miles de longs construite dans les années 1880 entre Hill City et Keystone dans le Dakota du Sud.
Le film a été édité en vidéo en 1986.

## Sortie et accueil
Le studio Disney avait de grands espoirs pour le film qui se voulait une comédie mais qui n'a pas attiré le public, ne récoltant que 1,5 million d'USD. Pour Mark Arnold, La Cane aux œufs d'or est une comédie à succès du studio Disney, bien meilleure que Scandalous John sorti quelques jours plus tôt en raison d'un meilleur scénario.